# Luciano Laurana

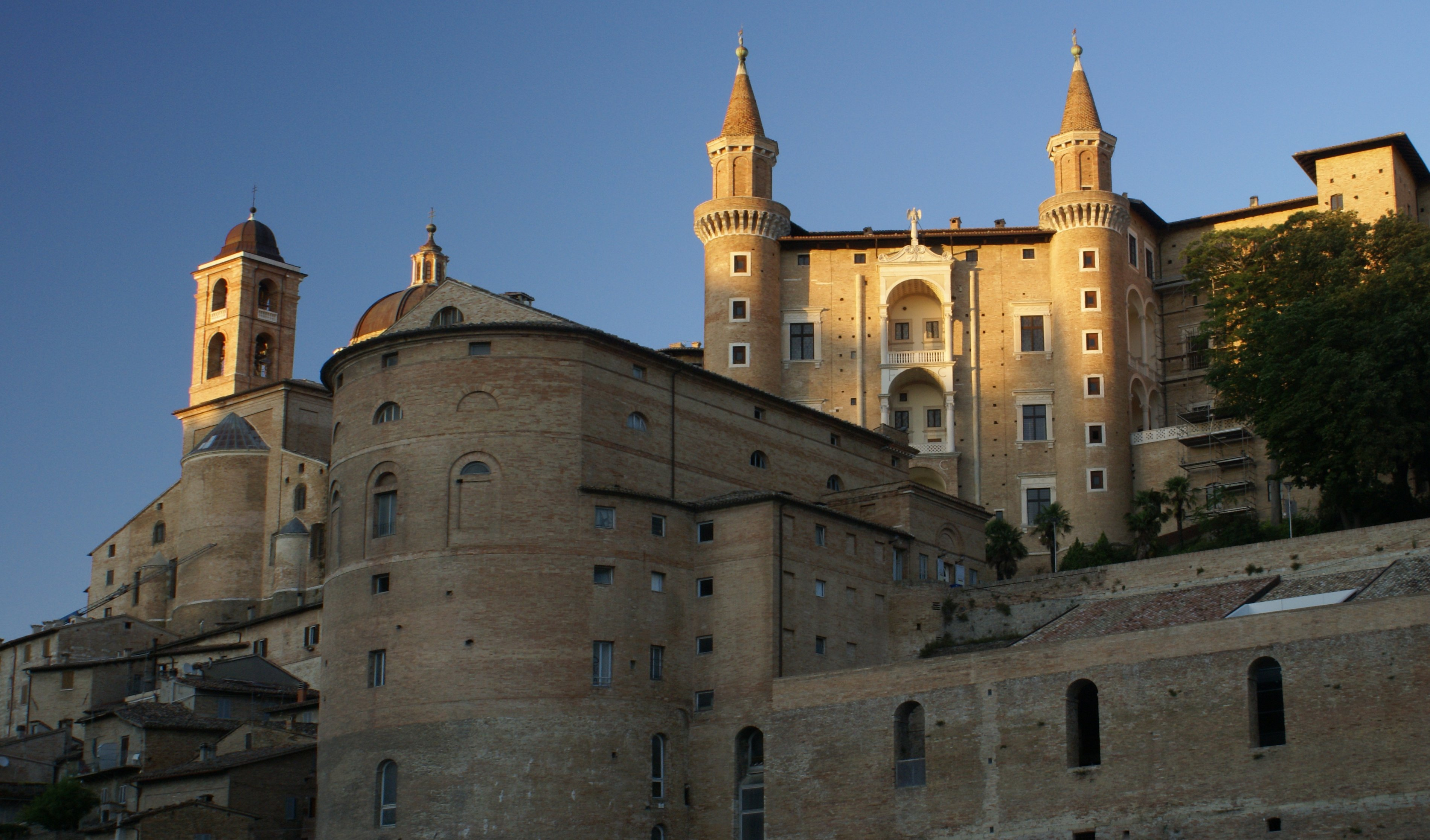
Katedra i pałac książęcy w Urbino

Luciano Laurana (chorw. Lucijan Vranjanin, ur. ok. 1420, zm. 1479) – chorwacki architekt i budowniczy, pochodzący z miasteczka Vrana w pobliżu dzisiejszego Zadaru w Dalmacji. Po naukach pobieranych u swego własnego ojca pracował, głównie we Włoszech, w drugiej połowie XV wieku. W znacznym stopniu przyczynił się do rozwoju architektury renesansowej we Włoszech. Swoje projekty opatrywał notatkami sporządzanymi w chorwackiej odmianie głagolicy, co odnotował Bernardo Baldi. Jego najsłynniejszym dziełem był Palazzo Ducale w Urbino. Był spokrewniony z rzeźbiarzem Francesco Lauraną (Franjo Vranjaninem).

## Życiorys
Laurana urodził się w miejscowości Vrana w pobliżu Zadaru w Chorwacji, która należała do Republiki Weneckiej, od czasu gdy Władysław I (król Neapolu) odsprzedał swe prawa do Królestwa Dalmacji za 100 000 dukatów w roku 1409. Włosi z Urbino nazywali go Schiavone, czyli „Słowianinem” w języku starowłoskim. Niewiele wiemy o jego pochodzeniu i młodych latach. Jego ojciec, Marcin, był kamieniarzem w Zadarze i wiadomo, że współpracował ze słynnym tamtejszym rzeźbiarzem Giorgio da Sebenico (Jurajem Dalmatyńcem) przy pracach nad budową katedry św. Jakuba w Szybeniku.
W roku 1465 znalazł się prawdopodobnie w Mantui, gdzie współpracował z Leonem Battistą Albertim. W latach 1466–1472 kierował pracami nad przebudową pałacu Federico da Montefeltro, księcia Urbino. Jego wkład w budowę pałacu jest wciąż przedmiotem dyskusji, jako że pracował tam także Francesco di Giorgio, ale z całą pewnością był autorem nowej fasady pałacu. Laurana dokonał zmian w renesansie florentyńskim wprowadzając do budownictwa kolumny, pilastry i arkady, co przydawało budowlom lekkości i elegancji.
W okresie późniejszym pracował w Neapolu dla króla Ferdynanda, a następnie w Pesaro, gdzie brał udział w budowie zamku Rocca i gdzie zmarł w roku 1479.
Anonimowy szkic La città ideale, znajdujący się w Galerii Narodowej Urbino, przypisuje się właśnie jemu.